# Aikéievo
Aikéievo (en rus: Айкеево) és un poble de la República de Mordòvia, a Rússia, segons el cens del 2010 tenia 6 habitants, pertany al districte de Témnikov. Es troba a 13 km al sud-est de Témnikov, la capital del districte.